# Сула (Татарско-Дымское сельское поселение)
Сула — деревня в Бугульминском районе Татарстана. Входит в состав Татарско-Дымского сельского поселения.

## География
Находится в юго-восточной части Татарстана на расстоянии приблизительно 19 км на юг по прямой от районного центра города Бугульма.

## История
Основана в 1920-х годах.

## Население
Постоянных жителей было: в 1926—142, в 1938—208, в 1949—200, в 1958—122, в 1970—103, в 1979 — 35, в 1989 — 6, в 2002 году 3 (татары 100 %), в 2010 году 3.